# Rådhusplassen, Oslo

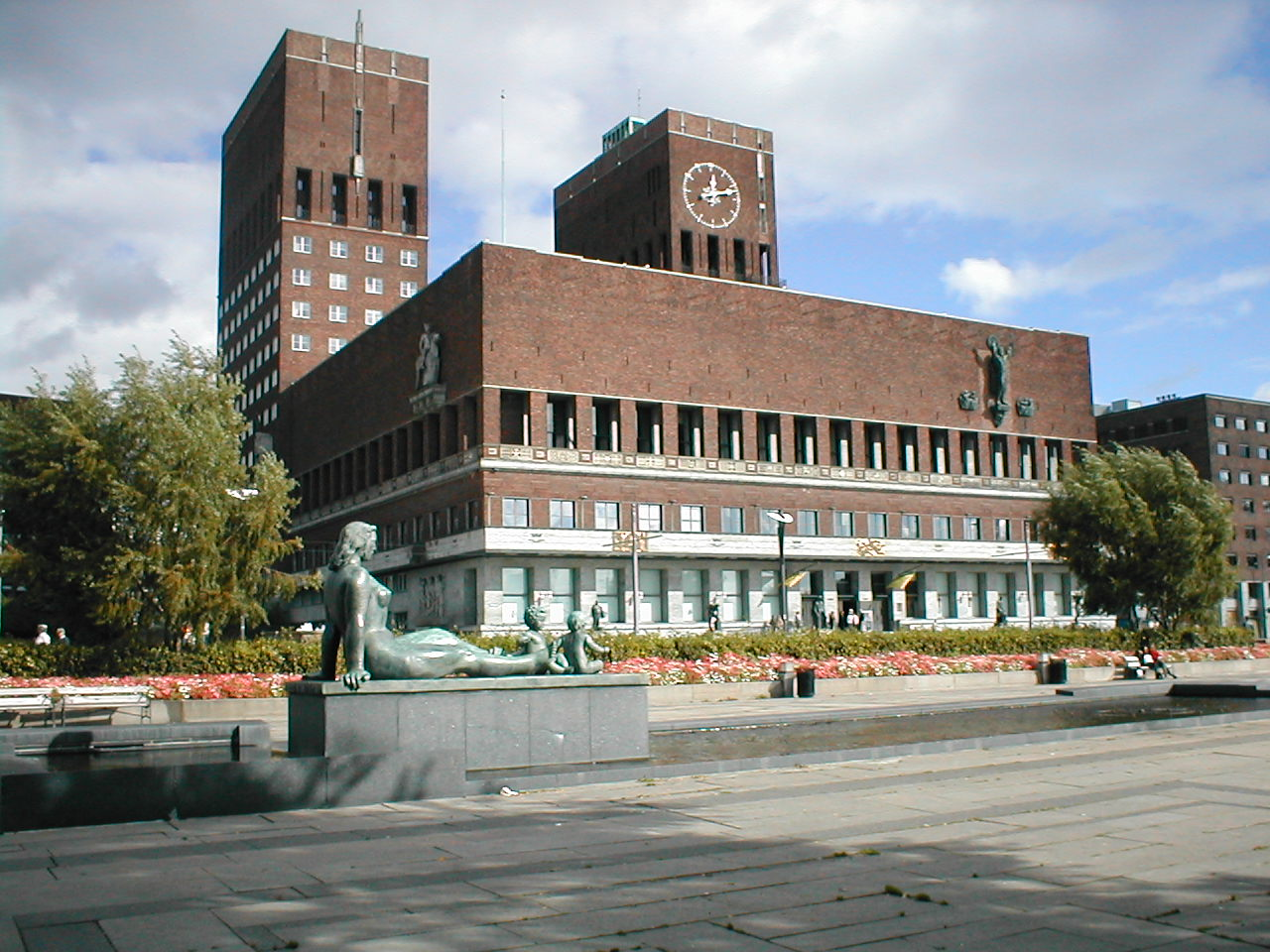
Rådhusplatsen med Rådhuset.

Rådhusplatsen (norska: Rådhusplassen) är en plats i Oslo belägen söder om Rådhuset, nära Aker Brygge.

## Historia
Fram till år 1961 gick det spårvagnar över platsen; det gick även tåg över platsen fram till 1980 då tunneln mellan Vestbanestasjonen och Østbanestasjonen öppnades. Platsen blev bilfri så sent som år 1994. Spårvagnarna återkom till platsen den 21 augusti 1995.

## Kuriosa
- I den norska versionen av spelet Monopol är Rådhusplatsen den dyraste egendomen.